# Rusłan Adżyndżał
Rusłan Aleksiejewicz Adżyndżał, ros. Руслан Алексеевич Аджинджал (ur. 22 czerwca 1974 w Gagra) – rosyjski piłkarz pochodzenia abchaskiego grający na pozycji pomocnika. Jest bratem bliźniakiem Biesłana Adżyndżała. Ma abchaskie obywatelstwo, dzięki czemu mógł grać w reprezentacji tego kraju.

## Kariera piłkarska

### Kariera klubowa
W 1991 roku rozpoczął karierę piłkarską w miejscowym klubie Dinamo Gagra, skąd wkrótce przeniósł się do Dinama Suchumi. W 1992 został piłkarzem Drużby Majkop. W 1994 roku zaproszono go do Bałtiki Kaliningrad, w której występował przez 6 lat. W 2000 przeszedł do Torpedo-ZIL Moskwa. Od 2001 bronił barw klubów FK Elista, Terek Grozny, Łucz-Eniergija Władywostok, Krylja Sowietow Samara i Wołga Niżny Nowogród. Na początku czerwca 2013 ponownie został zawodnikiem Krylji, z którą podpisał roczną umowę. W czerwcu 2014 podjął roczny kontrakt z FK Krasnodar. W czerwcu 2015 zakończył karierę.

## Sukcesy i odznaczenia

### Sukcesy klubowe
- mistrz Rosyjskiej Pierwszej dywizji: 1995, 2004
- wicemistrz Rosyjskiej Pierwszej dywizji: 2000
- zdobywca Pucharu Rosji: 2003/04
- finalista Superpucharu Rosji: 2005